# Đền Bà Chúa Kho (Hà Nội)
Đền thờ Bà Chúa Kho đã nằm tại ngõ 129 phố Giảng Võ, phường Giảng Võ, quận Ba Đình, Hà Nội. 
Đền Bà Chúa Kho ở Hà Nội hiện nay là nơi thờ bà Lý Thị Châu - thường gọi Châu Nương, nữ tướng thời nhà Trần. Bà được vua Trần phong cho là Quản trưởng quốc khố công chúa. Đền thờ Bà Chúa Kho ở Hà Nội được thành phố Hà Nội xếp hạng di tích lịch sử năm 1983, và năm 1994 nâng lên cấp quốc gia.

## Theo thần phả lưu giữ ở đình Giảng Võ (Hà Nội)
Bà sinh ra ở Phường Võ Trại. Bà là một bậc thần nhân …Bà nhập học ở nhà tiên sinh Phường Bích Câu – Trường An. Văn võ toàn tài đời vua Trần Thái Tông, Trần Nhân Tông (năm 1337)… Bà kiên cường chống quân ngoại xâm xâm chiếm nước Nam… có nhiều công lao với đất nước. Khi Ngài hoá, khăn hồng với hài bay về đất Võ Trại Kim Hình…
Bà được phong là Chủ Khố Phu Nhân… nhà vua truyền dựng đền thờ Bà ngay trong khu kho để nước nhà thờ cúng … lại truyền cho phường Võ Trại tu sửa lại cung doanh để thờ tự, lấy nơi ở cũ làm đền thờ chính. Còn nhiều nơi cũng được lập thờ Bà … Bà được cấp 13 đạo sắc phong".

## Những ngày lễ bản đền
- 10 tháng Giêng: Lễ Thượng Nguyên.
- 12 tháng Hai:Ngày sinh chúa bà
- 10 tháng Tư: Lễ vào Hạ.
- 20 tháng Bảy: Ngày giỗ Chúa Bà Tán Hạ.
- 10 tháng Chạp: Tất Niên.